# Patrón oro
El patrón oro es un sistema monetario que fija el valor de la unidad monetaria en términos de una determinada cantidad de oro. El emisor de la divisa garantiza que pueda dar al poseedor de sus billetes la cantidad de oro consignada en ellos. Una alternativa es el patrón bimetálico, en el que la moneda está respaldada por una parte de oro y otra de plata.
Históricamente, la vigencia del patrón oro empezó durante el siglo XIX como base del sistema financiero internacional. Terminó a raíz de la Primera Guerra Mundial, puesto que los gobiernos beligerantes necesitaron imprimir mucho dinero fiduciario para financiar el esfuerzo bélico sin tener la capacidad de respaldar ese dinero en metal precioso.
Durante los acuerdos de Bretton Woods, se decidió adoptar el dólar estadounidense como divisa internacional bajo la condición de que la Reserva Federal (el banco central de ese país) sostuviera el patrón oro pero a partir de 1971 el mismo se quiebra definitivamente; por lo que el dólar se convirtió de facto en una moneda fíat respaldada por una imposición gubernamental estadounidense y sin valor intrínseco, pero con un valor legal propio.

## Funcionamiento teórico del modelo
El patrón oro es un sistema monetario característico del siglo XIX en el cual el valor de la moneda de un país era totalmente convertible en gramos de oro, dado que los Bancos Centrales tenían la obligación de su conversión cuando un ciudadano lo demandara. Es decir, se podía reclamar el cambio de los billetes a oro. Además, existía la libre circulación de capital, o lo que es lo mismo, los individuos tenían la posibilidad de exportar e importar capitales en oro, pero representados en papel moneda, difícilmente en metálico. El patrón oro estuvo en vigencia técnicamente hasta la Primera Guerra Mundial, dado que las presiones de la guerra sobre la economía hizo que todos los países europeos imprimieran más billetes que los que sus reservas de oro podían respaldar. Gran Bretaña, el país insignia de este patrón y quien le dio liquidez como medio seguro de transacción lo abolió en 1931.

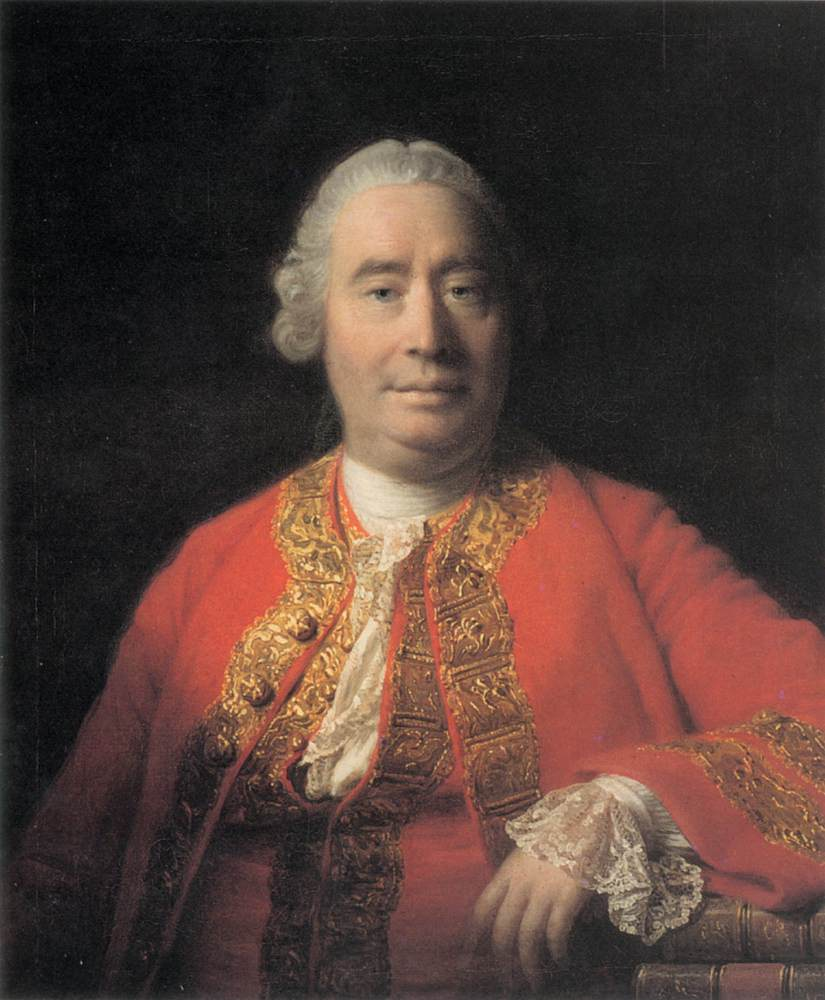
David Hume, quien modelizó el sistema del Patrón Oro

El sistema del patrón oro fue por primera vez modelizado por David Hume en 1752, trabajo que es catalogado como el primer modelo de equilibrio general en economía. En líneas generales indica que cuando un país, por ejemplo Gran Bretaña, incurre en déficit comercial con otro, supóngase Francia, el oro de la economía británica será trasladado hacia la francesa. Ello produce que la oferta monetaria, oro, en Gran Bretaña disminuya, por lo que sus precios también disminuirán. Por el contrario, en la economía francesa habrá mayor oferta monetaria, resultando en un aumento de sus precios. Estos cambios significan que los productos británicos se abaratan en los mercados internacionales mientras que los franceses se encarecen. Como resultado, Gran Bretaña aumentará sus exportaciones y Francia disminuirá las propias, haciendo que los flujos de oro se reviertan y que, teóricamente, se llegue a un punto de equilibrio en las ofertas monetarias de ambas economías.
Sin embargo, pronto el modelo de Hume se quedó corto en la explicación del funcionamiento real del sistema, principalmente por cuatro razones: la primera es la poca participación del sistema bancario en la explicación teórica; la segunda, por la omisión de las tasas de interés; la tercera, por la omisión de los flujos internacionales de capital; y la cuarta, porque en la realidad los flujos de oro entre países eran muy reducidos pues una vez que los bancos centrales habían puesto el oro importado en sus reservas, éstos en rarísimas ocasiones estaban dispuestos a transferirlo a otros bancos.
Fue la Comisión Cunliffe, encargada por el gobierno británico de abordar los problemas monetarios después de la Primera Guerra Mundial, la que sofisticó el modelo de Hume. El modelo llega al equilibrio de la misma forma que el de Hume, pero entre los agentes individuales lo que se transfiere es papel moneda y el oro únicamente se transfiere entre los bancos centrales de los países. Estas instituciones toman un rol fundamental, dado que, como ya se dijo, el oro no solía fluir abundantemente de una economía a otra. Cuando los bancos centrales observaban un creciente déficit comercial, en vez de girar oro al banco central de la economía con superávit –es decir, aquella con la que se sostenía el déficit–, reaccionaban disminuyendo la oferta monetaria para bajar los precios y hacer las exportaciones más competitivas. De este modo, los bancos centrales se adelantaban a la demanda del oro adeudado a la otra economía y mantenían el equilibrio. De este modo se explica teóricamente cómo se retorna al equilibrio sin mayores transferencias de oro.
Operativamente hablando, los bancos centrales utilizaban varios instrumentos de mercado para extraer excedentes monetarios de la economía. Entre ellos estaba la emisión de bonos de deuda pública, en el que se captaba del público dinero en efectivo a cambio del pago de intereses en el futuro. Otro era la tasa de descuento, que consistía en la compra de deuda privada con vencimiento a corto plazo a cambio de una comisión sobre el interés. Es decir, si un comerciante tenía una deuda con un banco privado a tasa de interés del 5 % con vencimiento de 90 días, el Banco Central ofrecía comprar esa deuda al banco privado antes de la fecha de pago, ofreciéndole el capital más una fracción de los intereses, volcando papel moneda en la economía. Cuando el Banco Central de un país tenía señales de déficit comercial, cambiaba la tasa de descuento de modo que los bancos privados no encontraran suficientes incentivos para hacer efectivo sus papeles de deuda.
El sistema monetario Patrón Oro fue abandonado durante los años posteriores a la Gran Depresión de 1929 para evitar que precios y salarios descendieran en respuesta a una reducción generalizada de la demanda global, de modo que los ajustes recayeron sobre la cantidad de empleo total. En estas condiciones se consideró «menos doloroso» (en lo inmediato) la depreciación del tipo de cambio (es decir el abandono del patrón oro puro) para abaratar así las exportaciones. Esto evitaba la reducción de los salarios, especialmente porque la presión de los sindicatos impuso en cierto modo este tipo de política. Y todo ello además sin tener en cuenta que todos los países, tarde o temprano, adoptarían la misma política, recurrir a la devaluación, con lo que la destrucción de empleo durante años fue inevitable.
El patrón oro era un sistema monetario internacional que no podía funcionar sin la cooperación de los países que lo adoptaban. Mientras funcionó impidió que las naciones llevasen a cabo políticas aislacionistas que disminuyen el comercio internacional. Después de su colapso surgieron rápidamente políticas nacionalistas discriminatorias, en particular devaluaciones recurrentes y un fuerte proteccionismo, que restringieron el comercio multilateral y ahondaron la crisis de los años treinta.[cita requerida] Desde el fin de la Segunda Guerra Mundial se intentó restaurar la coordinación entre las políticas monetarias de los diversos países y la libertad de comercio internacional mediante la creación de organismos como el GATT, el Fondo Monetario Internacional y el Banco Mundial, estos dos últimos resultado del consenso de Bretton Woods.

## Ventajas del oro
A lo largo de la geografía y de la historia se han usado muchos bienes como dinero: conchas, vacas, sal, tabaco, metales, etc. pero el más apreciado fue el oro, usado desde los inicios de la historia. Sus características como bien duradero, divisible, homogéneo y difícil de falsificar lo convirtieron en el bien líquido por excelencia en casi todas las culturas del planeta, por lo que fue aceptado por las personas para servir de moneda de cambio.
En la práctica, la moneda fraccionaria más utilizada a lo largo de la historia ha sido la de plata, aunque el valor de referencia era el oro. Por eso, cuando se habla de «patrón oro» no quiere decir que se esté hablando siempre de monedas circulantes de oro o de pagarés respaldados contra reservas de oro disponibles en el acto; sino de un sistema monetario respaldado por un bien tangible con valor en sí mismo.
Uno de los problemas de los metales como moneda es su peso, por lo que pronto se hicieron comunes los billetes, que surgieron como promesas firmadas de entregar a su portador la cantidad en oro que en ellos se indicaba. Los bancos emitían estos billetes cuidándose de mantener un equilibrio entre el dinero que habían emitido y las reservas de oro que custodiaban en sus cajas fuertes, dado que, en caso contrario, perderían la confianza de sus clientes.
Posteriormente, los gobiernos han ido descubriendo problemas debidos al uso de un patrón oro para poder controlar la oferta monetaria. Así sus contrarios aducen que su suministro (relacionado con la actividad minera) es insuficiente al no estar relacionado con el suministro global de bienes (relacionado con la actividad económica en general y no solo con la minería), que las reservas de oro están mal repartidas en proporción al peso real de la actividad económica de cada país en el mundo (el ejemplo más extremo es el de Japón, que durante muchos años y hasta 2010 ha sido la segunda economía del mundo, con unos recursos auríferos muy escasos), que el uso del patrón oro es inestable frente a cualquier decisión gubernamental que en un momento dado decida suspenderlo (como hicieron las naciones beligerantes durante la Primera Guerra Mundial) y que, como resultado de todo ello, es un sistema monetario ineficaz.
Lo cierto es que el argumento de que las reservas auríferas en el mundo son desiguales no es sostenible, ya que en el caso de Japón, la entrada de oro sería extraordinaria debido al volumen de sus exportaciones que le permiten acumular riqueza, todo ello sin necesidad de tener una sola mina de oro en su territorio. Las críticas más fuertes contra el patrón oro proceden del keynesianismo que lo acusaba de haber sido el principal responsable de la gran depresión económica que siguió al crac de 1929.[cita requerida]
Modernamente este punto de vista se ha desmentido y, de acuerdo a la teoría macroeconómica moderna, la verdadera responsabilidad hay que buscarla más bien en los repetidos fracasos de los gobiernos para poder restaurar un patrón oro tan estable como el que existía antes de la Primera Guerra Mundial, así como en los problemas estructurales del sistema bancario.
En la visión mayoritaria de los economistas, la objeción más fuerte contra el patrón oro se deriva de las consideraciones previamente citadas en torno a su ineficacia y a razones de índole social más que puramente económicas. Consideran tales economistas que el uso de un patrón oro da lugar a etapas largas[cita requerida] de fuerte crecimiento económico separadas por depresiones severas e intensas que dan lugar al empobrecimiento generalizado durante periodos cortos de tiempo, ciclos que ocurrieron repetidas veces a lo largo del siglo XX. Por tanto, un modelo de crecimiento económico similar sería socialmente inaceptable en la actualidad.[cita requerida]
Pero un hecho cierto es que el abandono total del patrón oro ha supuesto un crecimiento enormemente disparatado de la oferta monetaria mundial, muy superior al crecimiento total de los bienes y servicios que la sociedad es capaz de producir (causa de la inflación permanente en la que viven las sociedades occidentales según la teoría cuantitativa del dinero); y que las depresiones económicas causantes de desempleo y pobreza perduran después de largos periodos de devaluación,[cita requerida] por parte de los gobiernos, de las divisas sometidas a un patrón oro no estricto (contrariamente a como sucedió en la segunda mitad del siglo XIX); hasta que por fin, la convertibilidad en oro es abandonada por esos mismos gobiernos y bancos centrales, aduciendo, falta de flexibilidad en la política monetaria.
Por tal razón, el patrón oro sigue teniendo sus defensores, principalmente en el campo de la Escuela Austríaca de Economía, que abogan por la supresión de los bancos centrales y del monopolio de los gobiernos como organismos encargados de acuñar la moneda de curso legal y completamente ajena al patrón oro. Lógicamente, la interpretación de las razones de la Gran Depresión por parte de esta escuela es radicalmente distinta: y aducen que los causantes fueron, en realidad, el alejamiento de la reserva federal con respecto a un patrón oro estricto y el hecho de que el sistema bancario mantuvo (y mantiene en la actualidad) un coeficiente de caja fraccionario para depósitos a la vista que produce grandes expansiones y contracciones de la masa monetaria.
Según esta escuela de pensamiento, cualquier puesta en circulación de nuevos medios fiduciarios —inflación— y la manipulación de los tipos de interés, por parte de gobiernos y bancos centrales, producen periodos de auge en la actividad económica, que acaban conduciendo a una asignación errónea de los recursos y una vez cesa la emisión del nuevo dinero con la subida de los tipos de interés, se produce inevitablemente el estallido económico, la explosión de las burbujas creadas artificialmente con dinero que no procede del ahorro real sino de préstamos sin respaldo de ahorro previo.
Tales inversiones erróneas no tendrán salida y se tendrá que producir forzosamente una nueva reasignación de recursos que se adapte a las necesidades más urgentes de los consumidores. Las nuevas inyecciones de liquidez (con dinero nuevo, creado de la nada, que nadie ha ahorrado) para solucionar las quiebras de las empresas, y la falta de recursos de las administraciones públicas, no consiguen más que alargar el periodo de depresión, en el mejor de los casos, y, en el peor, colapsar el sistema monetario.
En el marxismo el patrón oro siempre ha sido visto con simpatía, pues es la máxima expresión del equivalente general y este otorga una fuerte estabilidad en los precios (y por ende de salarios). En la Unión Soviética, Trotski fue uno de sus defensores, pues argumentaba que la estabilidad de precios, mejoraría la eficiencia de la planificación económica. Ya en 1924 el patrón oro, se había adoptado como medida para frenar la hiperinflación de la guerra civil, resultando este muy exitoso aunque no duraría mucho, pues el primer plan quinquenal tuvo que financiarse parcialmente con emisión monetaria. A partir de ahí se estableció un patrón oro solamente de jure, el cual a veces en varias ocasiones terminó en una crisis, como en la reforma monetaria de Nikita Jrushchov (resultando en escasez y hambrunas en algunos lugares). Al final en la Perestroika se demostraría definitivamente el carácter frágil y de jure del sistema, cuando la emisión monetaria alcanzó niveles astronómicos.

## El patrón oro en la historia económica
Aunque existieron muchas ocasiones a lo largo de la historia en que el oro fue dinero, cuando hablamos del patrón oro nos estamos refiriendo al imperio de este sistema que tuvo lugar en occidente durante el siglo XIX y que tuvo su apogeo entre 1872 y 1914.
Algunos historiadores fijan la aparición del patrón oro en Inglaterra, cuando Isaac Newton, en 1717 incluyó, en un ensayo sobre el sistema monetario, una proporción de oro a plata que definía una relación entre las monedas de oro y el penique de plata que iba a ser la unidad de cuenta estándar en la Ley de la Reina Ana de Gran Bretaña. De todas formas, es más comúnmente aceptado que un verdadero patrón oro requiere que haya una fuente de billetes y moneda de curso legal, y que esa fuente esté respaldada por la convertibilidad al oro. Dado que ese no era el caso durante el siglo XVIII, el punto de vista generalmente aceptado es que Inglaterra no estaba bajo el patrón oro en ese momento.
La adopción internacional del sistema fue gradual, y aportó una gran estabilidad a la situación financiera mundial debido a que proporcionaba una inflación insignificante y un tipo de cambio fijo. Se mantuvo así durante el siglo XIX, desde las Guerras Napoleónicas hasta la Primera Guerra Mundial.

### Implantación internacional

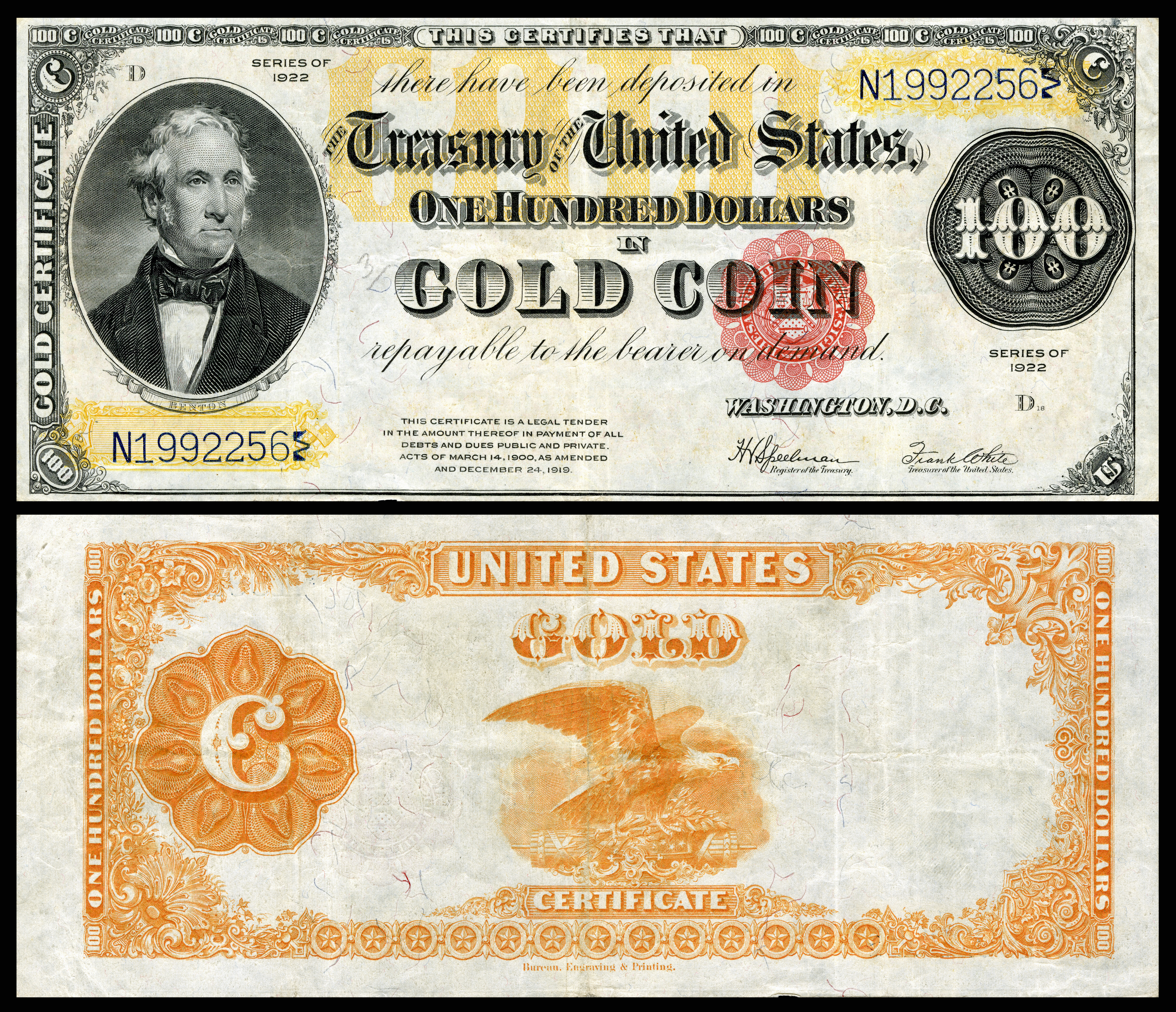
Certificado estadounidense en oro.

En el siglo XIX, muchos países tenían un patrón bimetálico. Gran Bretaña tenía un patrón desde principios de siglo mientras que el Imperio austrohúngaro, el Imperio ruso, Escandinavia y el Extremo Oriente tenían patrón plata.
Durante el tercer cuarto del siglo XIX, el sistema bimetálico se vio sometido a crecientes presiones. Portugal que tenía fuertes relaciones comerciales con Gran Bretaña adoptó el patrón oro en 1854. Además, el continente europeo tenía problemas para gestionar el patrón bimetálico. El crecimiento de las transacciones internacionales y la reducción de los costes de transporte provocaron el aumento de la circulación de monedas extranjeras en muchos países. La mayoría de ellas ya eran monedas fiduciarias.
Italia empezó a emitir monedas de pequeña denominación de 0,835 de ley. Como las monedas francesas eran más valiosas —0,900 de ley—, los individuos intercambiaban monedas italianas y guardaban las francesas. Francia redujo la ley de sus monedas a 0,835. Entonces Suiza redujo la ley de sus monedas a 0,800. Conscientes de su interdependencia se reunieron estos países y Bélgica en 1865, acordando acuñar monedas de 0,835 de ley. El estallido de la guerra franco-prusiana obligó a Francia, Rusia, Italia y al Imperio austrohúngaro a suspender la convertibilidad.
En 1871, al acabar la guerra franco-prusiana, Alemania se pasó al patrón oro, al abolir la acuñación ilimitada de plata. Con la indemnización de 5000 millones de francos que Francia debía pagar, Alemania acuñó monedas de oro y vendió plata a cambio de oro en los mercados mundiales. La liquidación de plata por parte de Alemania, unida al descubrimiento de nuevas minas de plata en Nevada y otros lugares durante la década de 1850, provocaron la reducción de su precio y obligaron a otros países a admitir las importaciones inflacionarias de plata o a abandonar el bimetalismo en favor del patrón oro.
Al adoptar Gran Bretaña y Alemania el patrón oro, las externalidades de red llevaron a los otros países a seguir su camino. Dinamarca, Holanda, Noruega, Suecia y los países de la Unión Monetaria Latina se sumaron al patrón oro. A finales del siglo XIX España era el único país europeo que seguía teniendo papel inconvertible.

### Funcionamiento del sistema
La existencia del patrón oro puro no provoca inflación, solo la relajación en su convertibilidad y la posibilidad de que los bancos operen con reserva de caja fraccionaria la produce, al aumentar la masa monetaria en relación con los bienes disponibles —teoría cuantitativa del dinero—. En Estados Unidos, donde la agricultura y los dueños de minas de plata presionaban, se celebró una conferencia en 1878 para volver al bimetalismo. La oposición de Gran Bretaña y Alemania, que no asistió, frustró el intento.
A comienzos del siglo XX, todo el sistema internacional se basaba en el oro. Sin embargo, solo Inglaterra, Alemania, Francia y Estados Unidos mantenían un patrón oro puro. Circulaban monedas de oro papel — billetes y monedas fraccionarias que podían cambiarse por el oro que poseían los Bancos Centrales en sus cajas fuertes o en sus tesoros nacionales. Aun así, en Francia había un patrón oro «renqueante», ya que aunque no se acuñaba plata libremente, ésta seguía siendo de curso legal. Además, los residentes y los extranjeros podían convertir los billetes del Banco de Francia en monedas de oro o de plata a criterio de las autoridades. En Holanda, Bélgica y Suiza la convertibilidad la decidían las autoridades.
Además, existían otros mecanismos para fomentar la entrada de oro y dificultar su salida. Los Bancos Centrales concedían créditos libres de intereses a los importadores de oro. Podían reducir los incentivos para comprar oro cambiando billetes solo en la oficina central. Podían elevar el precio de compraventa de barras de oro o cambiar billetes solo por monedas de oro desgastadas. En Estados Unidos, el patrón estuvo limitado hasta 1900, porque las leyes obligaban al Banco central a comprar plata. A partir de 1900 se aprobó la Ley de patrón oro, que establecía que el dólar contenía 25,8 gramos de oro y 0,900 de ley y no se preveía la acuñación o compra de plata.
En otros países, el dinero consistía en plata, papel oro y monedas fiduciarias, pero el Banco Central se comprometía a convertir su dinero en oro a un precio a la vista. Los Bancos centrales, a excepción del Banco de Suecia, el Banco de Finlandia y el Banco Estatal ruso, eran por entonces entidades privadas, que a cambio del derecho a emitir billetes, prestaban servicios al gobierno. La Bank Charter Act aprobada en 1844 en el Reino Unido, por la que se guiaron la mayoría de las legislaciones, establecía la coexistencia de dos departamentos independientes de emisión y banca.
La composición de las reservas internacionales variaba de un país a otro. La libra esterlina era la principal moneda de divisas y al final el período representaba el 40 % de las reservas totales de divisas. La cantidad de reservas que debía tener un Banco central variaba de un país a otro. En los países que tenían sistemas fiduciarios, el banco estaba autorizado a emitir una cantidad de monedas no respaldadas por oro.
Los países con sistemas proporcionales no podían tener unas reservas inferiores a una determinada proporción de dinero en circulación. Además, había países con sistemas híbridos. Aun así, en todos los sistemas, y bajo ciertos supuestos, estas normas podían incumplirse.
La formalización del mecanismo del patrón oro es el modelo de los flujos de oro y los precios de David Hume. A partir de un mundo donde solo circulaban monedas de oro y donde el papel de los bancos centrales era insignificante. Cada vez que se exportaba, el exportador recibía oro, que llevaba a la casa de la moneda para que lo acuñase. En los países con déficit comercial, si bajaba la cantidad de dinero en circulación, sus precios bajaban. Lo contrario sucedía en los países con superávit. Por lo tanto, el flujo de oro alteraba los precios relativos.
Posteriormente, en los modelos se incluirían los bancos centrales. Estos usaban los tipos de descuento para variar la oferta monetaria. Sin embargo, cuando se hicieron estudios empíricos se descubrió que esto no ocurría. Uno de los motivos era que si el tipo de descuento era superior al de interés, podía quedarse sin actividad.
Además, la subida de tipo de interés para frenar las salidas de oro podía deprimir la economía. Por último, la subida de los tipos de interés incrementaba el coste de pagar la deuda para el estado. Sin embargo, el equilibrio se mantenía. Ello se debía a que no había ninguna duda de que los países intentarían mantener la vinculación de su moneda al patrón. Los otros objetivos estaban subordinados a este.
Cuando las monedas fluctuaban, los inversores reaccionaban de manera estabilizadora. Si el tipo de cambio bajaba acercándose al punto de exportación de oro, el banco central perdía divisas. Entonces entraban los inversores previendo el beneficio que tendrían al intentar el banco central fortalecer el tipo de cambio. Como el capital entraba en grandes cantidades, el tipo de cambio subía solo, haciendo innecesaria la intervención del banco central.
Los bancos centrales del mundo seguían al Banco de Inglaterra. Los bancos centrales coordinaban los ajustes de las condiciones crediticias mundiales. Esto podía ser complicado en épocas de recesión siendo a veces necesario que los bancos centrales extranjeros tomaran medidas para ayudar al que se encontraba en dificultades. Incluso podía recurrir a las reservas de otros países que tuvieran patrón oro.
Sin embargo, en la periferia, donde no se amenazaba la estabilidad del sistema, los Bancos centrales europeos eran los menos proclives a ayudar. De hecho, algunos países incluso carecían de Banco central. En Estados Unidos, el Sistema de la Reserva Federal se creó en 1913. Muchos países de América no lo harían hasta el decenio de 1920.
Había otros factores, como la inestabilidad de los países productores de materias primas. Al estar especializados en un reducido número de bienes, su relación real de intercambio podía sufrir grandes oscilaciones. A esto se le unía que las perturbaciones de cuenta corriente y capital se producían al unísono.
Finalmente, hay que tener en cuenta las presiones ejercidas por la población, sobre todo en Estados Unidos. El sufragio universal masculino aumentó la influencia del pequeño campesino, crítico con la inflación. Con el apoyo de la minería de plata lograron durante un breve período que se pudieran emitir monedas de plata —Sherman Silver Purchase Act—. No obstante, la huida de capitales provocó que se derogara esa ley el 1 de noviembre de 1893. Finalmente, los descubrimientos de oro en Australia, Sudáfrica y Alaska provocaron la subida de los precios.
El patrón oro fue el mecanismo por el que se reguló el sistema monetario internacional entre 1870 y 1913. Hay razones para pensar que este equilibrio no se hubiera mantenido durante mucho más tiempo. El declive relativo de Gran Bretaña, al ser sustituido por Estados Unidos como primera economía del mundo, unido a la extensión del sufragio universal, hacía complicado seguir con el sistema vigente hasta entonces, y la razón principal es que el patrón oro era un corsé muy estrecho para ejercitar el control que todo gobierno impone sobre su moneda.

## Patrón cambio oro
Durante la Primera Guerra Mundial, los estados beligerantes mantuvieron «aparentemente» el patrón oro, pero el sistema monetario se desplomó. En Gran Bretaña, eje del sistema y potencia hegemónica de la época, la sensación de preocupación por el futuro aumentó. En enero de 1918 se creó un comité específico con el objetivo de proponer políticas apropiadas para la transición de la posguerra. Este ha sido conocido como la Comisión Cunliffe. Su informe recomendaba a Inglaterra la restauración del Patrón Oro y describía su funcionamiento en términos del mecanismo de precios y flujos de dinero. Además, incorporaba el rol de las tasas de interés y los movimientos de capital. Uno de los pocos críticos manifiestos con esta resolución fue el economista inglés John Maynard Keynes.
En Europa hubo voces que se plantearon el rediseño del sistema monetario. Ello era debido a los considerables problemas que implicaba esa reimplantación. En la base de los mismos se encontraba en hecho que la inflación bélica hubiera provocado una disminución de la capacidad de compra de las monedas (lo que implicaría una devaluación); y además, que ésta hubiera sido distinta entre los países, por lo que sus tipos de cambio deberían modificarse. Esas dificultades son las que permiten que, por primera vez, se celebren reuniones internacionales en aras a la coordinación de las actuaciones nacionales, siendo las conferencias de Bruselas en 1920 y de Génova en 1922, una muestra de ello.
En la conferencia de Génova, se consagró un sistema diferente: el Patrón Cambio Oro (Gold Exchange Standard), que se había comenzado a utilizar a partir de 1918. Así, la moneda de cada país ya no estaba vinculada directamente al oro, sino a una moneda central definida y convertible en dicho metal. A partir de entonces, hubo dos monedas convertibles en oro, la libra esterlina y el dólar, que fueron las que posibilitaron y ampliaron la base de los intercambios internacionales. En consecuencia, ante ciertas dificultades las organizaciones habían decidido crear unas nuevas instituciones que les permitieran un mejor funcionamiento.
La nueva institución era que las reservas de los países miembros no tuvieran que ser en metálico (que escaseaba) sino en una combinación de las dos monedas que sí estarían respaldadas por el oro: la libra y el dólar. Sin embargo, la resolución de un problema conducía a otro; el peligro del Patrón de Cambios Oro radicaba en que la transmisión internacional de una crisis podría hacerse de manera más rápida, fulminante y peligrosa que con el Patrón Oro puro, debido como se ha analizado anteriormente, al rol multiplicador de la proporcionalidad.
Hay varias explicaciones de la voluntad de los gobiernos de esa época para volver al patrón oro. En primer lugar, se podrían elaborar argumentos objetivos. Estos se centrarían en elementos que habrían permitido el gran crecimiento durante la belle époque. Serían aspectos relacionados con la estabilidad del sistema. Por esta razón, la adopción de paridades distintas de las de preguerra implicaba una devaluación, y también significaba reconocer la no flexibilidad de precios y salarios a la baja. Además, la peligrosidad de la devaluación estribaba en aspectos relacionados con la moralidad y el crédito. El primero relacionado con la competencia desleal, el segundo con la carga de los intereses.
En abril de 1925, Winston Churchill fue el primero en decidir fijar la paridad de la moneda (3 libras y 17 chelines la onza de oro). La decisión fue tomada el 20 de marzo y anunciada al Parlamento en 25 de abril. El 14 de mayo adquirió carácter oficial con la firma del Rey. La Ley del Patrón Oro de 1925 no restauró por completo todas las viejas instituciones. Por ejemplo, los billetes siguieron siendo de curso legal, pero ya no eran convertibles en monedas de oro en el Banco.
Eso a pesar de que Keynes había señalado pocos meses antes que un retorno al oro representaría una medida peligrosa porque colocaría a la Gran Bretaña de la posguerra a merced de las autoridades de la Reserva Federal de los Estados Unidos. Este argumento no constituía un problema a corto plazo, porque tanto las condiciones económicas como la política norteamericana iban a la par. Sin embargo, a principios de 1928, las organizaciones internas estaban adquiriendo ya prioridad sobre las internacionales, puesto que las autoridades observaban, con creciente preocupación, el empuje arrollador de un mercado de Wall Street en alza.
En este contexto, la preocupación creciente de las economías por sus problemas internos hace que intenten evitar los problemas derivados de los equilibrios externos cerrando sus economías al exterior. Especialmente problemático fue el abandono del patrón oro por parte de Inglaterra en 1931, puesto que el sistema entero sufre la crisis, cuando el gobierno de Inglaterra, el país central, abdicó de sus obligaciones como detentador de la moneda ancla para resolver problemas o conflictos internos. Es decir, las instituciones se quedaban sin alguien capaz de imponer su cumplimiento. Todo eso desembocó en la crisis de los años treinta: contracción económica, pesimismo generalizado, estancamiento industrial y agrario, desempleo masivo, auge del extremismo político y el inicio de la Segunda Guerra Mundial.

## Declive del sistema
Existen muchas teorías sobre la desaparición del Patrón de Cambios Oro y, en definitiva, del Patrón Oro. Una explicación consiste en afirmar que el derrumbe de las instituciones implicó el fin del sistema. Las especiales instituciones de la época provocaron no solo que el sistema se viniera abajo, sino que se transmitiera la deflación y la depresión a todo el mundo. El final del sistema del Patrón Oro se debió, en parte, al abandono de las instituciones y a la falta de organizaciones capaces de imponer su cumplimiento y de realizar el ajuste que la economía mundial necesitaba.
Los países «periféricos» estaban obligados a operar con las reglas del Patrón Oro, pero sin cooperación de los Bancos Centrales del «centro». Este hecho implicaba que los costes de funcionamiento para dichos países fueran mucho mayores. Por esa razón, iniciaron el uso de las monedas reserva. Pero ello provocaba que si en los momentos de crisis los países del centro no apoyaban a los periféricos, estos no tenían más opción que sufrir las consecuencias o salirse del sistema. Ésta es la disyuntiva a la que se enfrentaron los países a partir de 1929.
Esa utilización de las monedas reservas les da credibilidad y confianza. Esta última era insuficiente, como fue el caso para el dólar en la década de 1960. A diferencia de la credibilidad, la confianza es algo más objetivo, en el sentido de que se pueden medir las reservas de los bancos centrales y conocer el grado de respaldo; mientras que la credibilidad es algo más abstracto, más en el terreno de la fe; y por tanto de las instituciones. Los países de moneda clave se vieron obligados a adoptar medidas deflacionistas como consecuencia de esas retiradas durante la crisis de los años treinta.
Otra de las modificaciones fue la ausencia de un liderazgo hegemónico. Esto no significa que no existiera ningún país con suficiente poder económico en el mundo. Al contrario, seguramente el problema es que había en 1929, como mínimo, dos: Gran Bretaña y Estados Unidos. No obstante, ninguno de los dos se encontraba en su momento de mayor esplendor económico. Gran Bretaña iniciaba su decadencia como potencia mundial mientras Estados Unidos empezaba su ascensión. Este hecho, junto a la especial configuración de la estructura económica de principios del siglo XX, implicaba que no había un director de orquesta del sistema internacional.
Durante la Conferencia de Bretton Woods, cuyos acuerdos alcanzados dieron paso a la creación del Fondo Monetario Internacional (FMI) y el Banco Mundial, el economista John Maynard Keynes propuso instaurar una divisa internacional, el Bancor. Sin embargo, se decidió adoptar el dólar estadounidense para dicha finalidad, siempre que el Sistema de la Reserva Federal sostuviera el patrón oro. Tras la Segunda Guerra Mundial varias de las economías del mundo comenzaron a desarrollarse, con Estados Unidos a la cabeza, bajo condiciones de estabilidad y un elevado crecimiento económico entre 1944 y 1971; así los países más ricos de Europa Occidental (Gran Bretaña, Francia, Alemania Occidental) se recuperaron bastante rápido de los descalabros económicos de la guerra, situación ocurrida también con Japón durante esos años. La elevada demanda y oferta de bienes de consumo en Estados Unidos y Europa Occidental hizo crecer el capitalismo a gran escala, con una sustancial mejora en el nivel de vida de sus poblaciones como nunca antes se había conocido. En este período, Estados Unidos se consolidó como la principal potencia económica mundial, y allí se conoce a esta etapa como la "Edad de oro" o "Los 30 maravillosos años".
No obstante, en 1971, como consecuencia de un déficit comercial -los EE. UU. compraban más de lo que producían y exportaban- y un enorme gasto bélico con motivo de la participación estadounidense en la Guerra de Vietnam, el entonces presidente estadounidense Richard Nixon impuso un shock económico en el cual se suspendió definitivamente la convertibilidad directa del dólar respecto al oro, lo cual permitiría al gobierno de EE. UU. emitir dinero sin respaldo en oro para así financiar su endeudamiento interno y externo. Esto significó que Estados Unidos abandonara de modo permanente el patrón oro, por lo que desde entonces, el valor de la divisa estadounidense se sostendría, exclusivamente en una imposición legal del gobierno estadounidense, bajo la forma de una moneda fíat (o dinero por decreto); visión criticada por Don Patinkin y por parte del marxismo que considera al dinero materializado de facto, en los mercados (como activo financiero) y reconocido por los estados, los cuales acumulan cuantiosas reservas de este metal.
Sin embargo, el rol crucial de Estados Unidos en la economía capitalista en esos años, como principal comprador de materia prima y bienes de consumo en todo el mundo, hacía que el resto de países se vieran forzados -de un modo u otro- a seguir utilizando el dólar como «moneda de referencia» aunque éste no tuviera respaldo en oro. La crisis del petróleo de 1973 causó una severa recesión que detuvo el crecimiento económico ininterrumpido de los países capitalistas, pero no perjudicó su poderío en industria y comercio de modo decisivo, al punto que la crisis de la deuda latinoamericana a inicios de la década de 1980 terminó reforzando la hegemonía del dólar como «moneda de referencia» para el resto de economías del planeta. Esta hegemonía del dólar quedó más acentuada a inicios de la década de 1990 con el colapso de la URSS de 1991 y la práctica extinción de los regímenes comunistas en todo el mundo, que de inmediato adoptaron el capitalismo como base de su sistema económico. Al inicio del siglo XXI, pese a la introducción del euro como moneda soberana de la Unión Europea y al acelerado crecimiento económico de China, ni el euro ni el yuan chino han desplazado al dólar de EE. UU. como moneda predominante en las transacciones económicas internacionales, ni como moneda de reserva de las principales economías, haciendo mucho menos probable el retorno al patrón oro.
Excepcionalmente, Zimbabue el 8 de abril del 2024 introduce una nueva moneda llamada Oro de Zimbabue (conocida también como "Zimbabwe Gold" o simplemente "ZiG"), una divisa que después de varias décadas vuelve a ser respaldada por el oro después de varios episodios de hiperinflación y depreciación de los cuatro dólares zimbabuenses desde 1980. La tasa de cambio durante su primer mes después de su introducción tuvo un promedio de 13 ZiG por dólar estadounidense.

### Estudios en PDF
- El sistema monetario internacional contemporáneo, por Jorge Witker y Elira Valenzuela (Universidad Nacional Autónoma de México)
- Patrón Oro, banca y crisis (1875-1936), por José Luis García Luiz
- El legado de la Gran Depresión para el sistema monetario internacional en el siglo XX, por Michael D. Bordo (por descargar)
- Incidencia de las instituciones en los sistemas de tipo de cambio: Un estudio de caso, por Josep M. Sayeras
- ¿El retorno al patrón-oro en los años 20 fracasó debido a las paridades escogidas o a la naturaleza del propio sistema?, por Juan Atilio Andriolo
- El oro en el sistema de Bretton Woods (enlace roto disponible en Internet Archive; véase el historial, la primera versión y la última)., por M. Varela Parache

- Datos: Q173509